# 前田安勝
前田 安勝（まえだ やすかつ）は、戦国時代から安土桃山時代にかけての武将。前田利家の実兄で家臣。

## 生涯
尾張国荒子城主・前田利春の三男として誕生した。
永禄12年（1569年）、主君・織田信長の命で前田家の家督を継いでいた兄の前田利久が隠居し、弟の利家が家督を継ぐが、安勝が利家に仕えるのは利家が越前府中に城を構えてからであった。のちに七尾城代となり、知行1万3500石を有し、能登国支配を一任されるなど利家からの信頼は厚かった。
天正10年（1582年）に能登棚木城の反乱鎮圧や石動山合戦に従軍した。同11年（1583年）に能登小丸山城主となる。同12年（1584年）の末森城の戦いでの能登の守備などで戦功が著しい。利家が九州へ出陣の際には、物資の補給を担当した。
文禄3年（1594年）、死去。家督は子の利好が継いだ。

## 演じた人物
- 山西惇（利家とまつ〜加賀百万石物語〜、2002年、NHK大河ドラマ）